# 高橋彩夏
高橋 彩夏（たかはし あやか、1960年6月26日 - ）は、日本の女優。本名は南出恵子。東京都足立区出身。旧芸名＝高橋恵子。特技はピアノ、琴。

## 来歴・人物
桐朋学園短期大学卒業。
実家は八百屋を営む。1981年にTBS系ポーラテレビ小説『発車オーライ』のヒロインに選ばれ、高橋恵子名義でデビューした。のちに芸名を高橋彩夏へと改名する。
時代劇やドラマへの出演を経て、1980年代後半以降は『なるほどザ・ワールド』、『世界ふしぎ発見!』、『素敵!!名画の旅』などの番組やパリダカールラリーなどにリポーターとして出演している。

## 出演

### 映画
- 夢 -DREAMS-（1990年）
- 恋は舞い降りた。（1997年）

### テレビドラマ
- ポーラテレビ小説「発車オーライ」（1981年、TBS）
- ちょっと神様（1982年、TBS）
- 土曜ワイド劇場（ANB）
  - 「幽霊シリーズ・迷探偵コンビの危険旅行!」（1982年）
  - 「探偵・神津恭介の殺人推理(5)血ぬられた薔薇」（1986年）
- 新・必殺仕舞人 第5話「会津磐梯山 涙の嫁入り」（1982年） - お秋
- だんなさまは18歳（1982年、TBS） - 御崎友子
- 暴れん坊将軍II（ANB / 東映） ※ 高橋恵子名義
  - 第14話「文金島田の泣き上戸」（1983年）‐お春
  - 第32話「潜入! 花のお江戸の三人娘」（1983年）‐お紺
  - 第86話「吉宗、ざん悔の鬼剣舞!」（1984年）‐お里
  - 第152話「おんな大学 新さん疑惑の夜働き!?」（1986年） - なみ
- 大岡越前 第7部
  - 第17話「脱走者を待つ女」（1983年8月15日、TBS / C.A.L） - お島 ※ 高橋恵子名義
- 大奥 第24話「わんわん行進曲」（1983年、KTV） - おはつ ※ 高橋恵子名義
- 大江戸捜査網 第636話「宿命の絆 父と娘の別れ唄」（1984年） - おみよ ※ 高橋恵子名義
- 不良少女とよばれて（1984年、TBS）- 瀬戸景子
- 花王愛の劇場・氷紋（1986年、TBS）
- いつか誰かと（1990年、TBS）
- ママってきれい!?（1991年、TBS）
- ドラマ30・幼稚園ゲーム〜お受験します!〜（2001年、CBC）- 木谷裕子

### その他の番組
- なるほどザ・ワールド
- 世界ふしぎ発見!
- 素敵!!名画の旅
- クイズ地球まるかじり
- 一枚の写真